# Onychocella cucullata
Onychocella cucullata is een mosdiertjessoort uit de familie van de Onychocellidae. De wetenschappelijke naam van de soort is voor het eerst geldig gepubliceerd in 1905 door Thornely.